# Анджірлу (Марказі)
Анджірлу (перс. انجيرلو) — село в Ірані, у дегестані Нур-Алі-Бейк, у Центральному бахші, шагрестані Саве остану Марказі. За даними перепису 2006 року, його населення становило 0 осіб.

## Клімат
Середня річна температура становить 13,61 °C, середня максимальна – 30,33 °C, а середня мінімальна – -5,07 °C. Середня річна кількість опадів – 473 мм.
| Клімат поселення                              | Клімат поселення | Клімат поселення | Клімат поселення | Клімат поселення | Клімат поселення | Клімат поселення | Клімат поселення | Клімат поселення | Клімат поселення | Клімат поселення | Клімат поселення | Клімат поселення | Клімат поселення |
| Показник                                      | Січ.             | Лют.             | Бер.             | Квіт.            | Трав.            | Черв.            | Лип.             | Серп.            | Вер.             | Жовт.            | Лист.            | Груд.            |                  |
| Середній максимум, °C                         | 8,78             | 9,61             | 13,14            | 19,54            | 24,76            | 30,33            | 30,13            | 29,82            | 25,56            | 19,15            | 12,84            | 8,40             |                  |
| Середня температура, °C                       | 1,86             | 2,69             | 6,22             | 12,62            | 17,84            | 23,40            | 25,59            | 25,30            | 21,04            | 14,64            | 8,30             | 3,86             |                  |
| Середній мінімум, °C                          | −5,07            | −4,22            | −0,72            | 5,70             | 10,92            | 16,48            | 21,08            | 20,77            | 16,51            | 10,09            | 3,78             | −0,65            |                  |
| Норма опадів, мм                              | 33               | 34               | 47               | 52               | 60               | 38               | 11               | 22               | 37               | 60               | 42               | 37               |                  |
| Середньомісячна швидкість вітру, м/с          | 1.92             | 2.21             | 2.21             | 2.28             | 2.18             | 2.29             | 2.49             | 2.30             | 2.00             | 1.70             | 1.64             | 1.80             |                  |
| Середньомісячна сонячна радіація, кДж/м²·день | 7264             | 9865             | 12177            | 16389            | 20369            | 23310            | 24338            | 20941            | 17342            | 11817            | 8432             | 6686             |                  |
| --------------------------------------------- | ---------------- | ---------------- | ---------------- | ---------------- | ---------------- | ---------------- | ---------------- | ---------------- | ---------------- | ---------------- | ---------------- | ---------------- | ---------------- |
| Джерело:                                      |                  |                  |                  |                  |                  |                  |                  |                  |                  |                  |                  |                  |                  |